# Plantaardig dieet

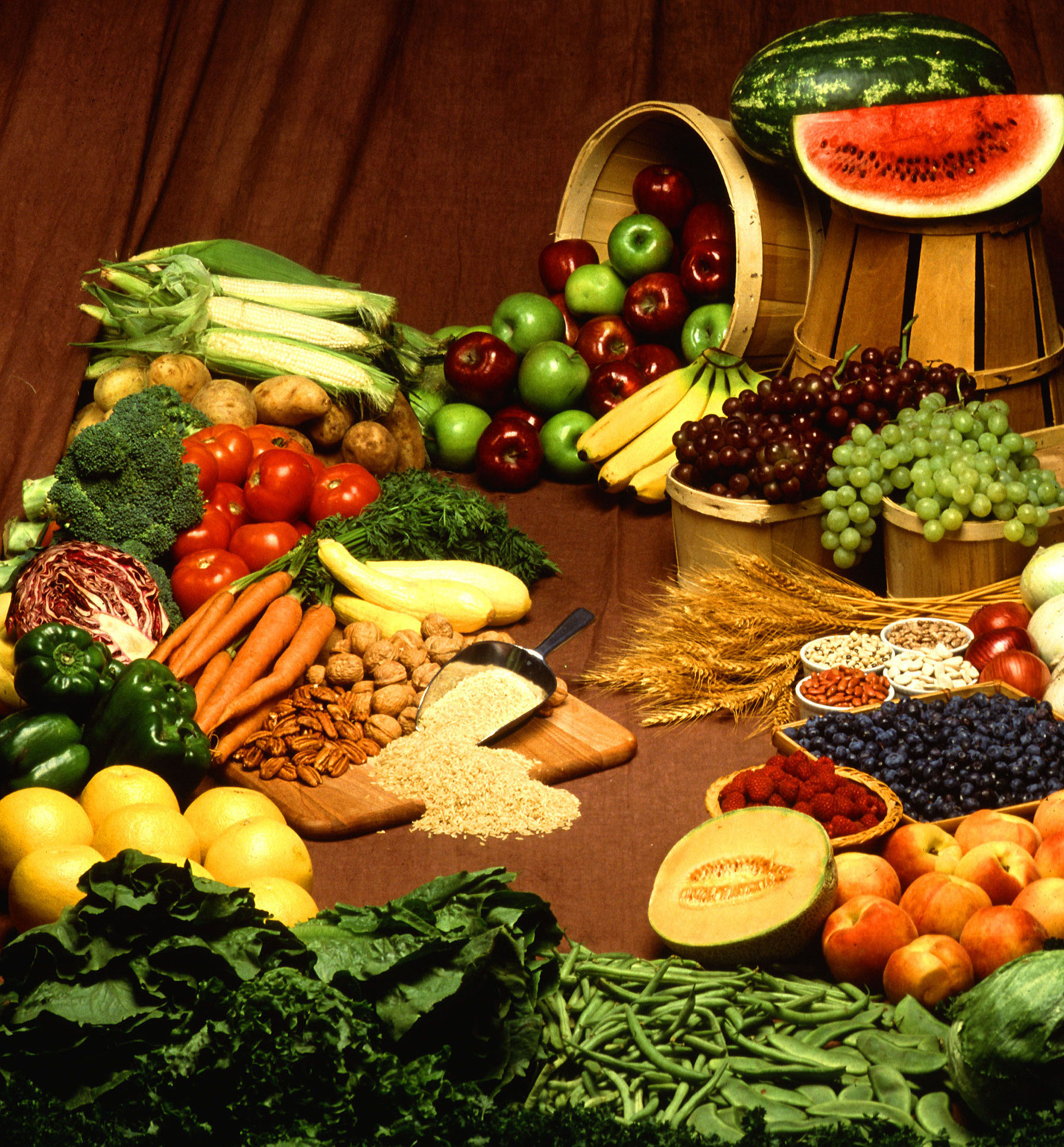
Voedsel afkomstig van planten

Een plantaardig dieet is een dieet dat geheel uit plantaardig voedsel bestaat. Plantaardige voedingsmiddelen zijn voedingsmiddelen die zijn afgeleid van planten (inclusief groenten, granen, noten, zaden, peulvruchten en fruit) zonder voedingsmiddelen van dierlijke oorsprong. Doorgaans worden ook schimmels, zoals paddenstoelen, en gist(producten), tot dit voedingspatroon gerekend, hoewel dit biologisch gezien geen planten zijn. Hoewel een plantaardig dieet geen dierlijke producten bevat, is het niet per se veganistisch. De Amerikaanse Academie voor Voeding en Diëtetiek stelt dat goed samengestelde plantaardige diëten de gezondheid ondersteunen en geschikt zijn in alle levensfasen, inclusief zwangerschap, borstvoeding, kindertijd en volwassenheid, evenals voor atleten.
Vanaf het begin van de 21e eeuw werd geschat dat 4 miljard mensen voornamelijk op een plantaardig dieet leven, sommigen door keuze en sommigen vanwege beperkingen veroorzaakt door tekorten aan gewassen, zoet water en energiebronnen. In Europa besloeg de consumptie van plantaardige vleesvervangers in 2019 40% van de wereldmarkt en werd voorspeld dat deze tot 2025 met 60% zou groeien, voornamelijk als gevolg van zorgen over gezondheid, voedselzekerheid en dierenwelzijn. In de VS groeide de detailhandelsmarkt voor plantaardig voedsel in 2019 acht keer sneller dan de algemene detailhandelsmarkt voor levensmiddelen.

## Terminologie
Een plantaardig dieet is een dieet dat geheel uit plantaardig voedsel bestaat. Naast een plantaardig dieet ('plant-only') wordt in Engelstalige landen ook gesproken over een "plant-based" dieet, dat kan worden gedefinieerd als "grotendeels of uitsluitend bestaande uit groenten, granen, peulvruchten of ander voedsel dat is afgeleid van planten, in plaats van dierlijke producten" of als de gewoonte om plantaardig voedsel te consumeren dat minimaal is verwerkt. In verschillende bronnen is "plant-based diet" gebruikt om te verwijzen naar een veganistisch, vegetarisch, en semi-vegetarisch dieet.
T. Colin Campbell claimt de term "plant-based diet" bedacht te hebben om zijn onderzoek naar voeding te kunnen presenteren aan de National Institutes of Health in 1980. Hij definieerde het als "een vetarm, vezelrijk, plantaardig dieet dat gericht was op op gezondheid en niet op ethiek".

De Amerikaanse vegan auteur Ellen Jaffe Jones schreef over de oorsprong van de term in een interview in 2011:
"Ik gaf kooklessen voor de nationale non-profit, Physicians Committee for Responsible Medicine, en in die tijd werd de uitdrukking 'plant-based diet' gebruikt als een eufemisme voor veganistisch eten, of 'het' v'-woord. Het is ontwikkeld om de nadruk van het woord 'veganistisch' te halen, omdat sommigen het associeerden met een te extreem standpunt, soms uitsluitend gebaseerd op dierenrechten versus een gezondheidsreden."

## Duurzaamheid
De Voedsel- en Landbouworganisatie definieerde een duurzaam dieet als een dieet met "lage milieueffecten die bijdragen aan voedsel- en voedingszekerheid en een gezond leven voor huidige en toekomstige generaties" en een die voor iedereen betaalbaar is en tegelijkertijd zowel natuurlijke als menselijke hulpbronnen optimaliseert. Een duurzaam dieet kan worden gemeten aan de hand van het niveau van voedingsgeschiktheid, ecologische duurzaamheid, culturele aanvaardbaarheid en betaalbaarheid.  Milieuduurzaamheid kan worden gemeten aan de hand van indicatoren voor efficiëntie en milieubescherming. Efficiëntie meet de verhouding tussen inputs en outputs die nodig zijn om een bepaald voedselniveau te produceren. Invoerenergie verwijst naar het verwerken, transporteren, opslaan en serveren van voedsel, vergeleken met de output van fysieke menselijke energie. Omgekeerd verwijst milieubescherming naar het niveau van instandhouding van ecologische systemen.
Plantaardige diëten kunnen bijdragen aan het verminderen van de uitstoot van broeikasgassen en de hoeveelheid land, water en mest die voor de landbouw wordt gebruikt. Aangezien een aanzienlijk percentage van de gewassen over de hele wereld wordt gebruikt om vee te voederen in plaats van mensen, toont het bewijs aan dat een (meer) plantaardig dieet kan bijdragen aan het minimaliseren van klimaatverandering en verlies aan biodiversiteit. Terwijl de sojateelt een "belangrijke aanjager is van ontbossing in het Amazonebekken" wordt de overgrote meerderheid van de sojateelt gebruikt voor consumptie door vee in plaats van voor menselijke consumptie.
Onderzoek uit 2019 naar verschillende voedingspatronen wees uit dat het volgen van een plantaardig dieet een groter milieuvoordeel opleverde in vergelijking met voedingspatronen die hoger waren in dierlijk voedsel. Van de zes elkaar uitsluitende diëten, hadden individuen die zich aan veganistische, vegetarische en pescetarische diëten hielden, een verminderde koolstofvoetafdruk in de voeding in vergelijking met typische omnivoor diëten, terwijl degenen die zich aan paleolithische en ketogene diëten hielden een verhoogde koolstofemissies in de voeding hadden vanwege hun zware opname van verschillende dierlijke voedingsmiddelen..
Een studie uit 2020 wees uit dat de klimaatveranderingmitigerende effecten van een verschuiving van de wereldwijde voedselproductie en -consumptie naar plantaardige diëten - die voornamelijk een klein deel van het land en de CO2-emissie nodig hebben ten opzichte van vlees en zuivel - de CO2-uitstoot kunnen compenseren, gelijk aan de emissiereducties die in de afgelopen 9 tot 16 jaar gerealiseerd is door landen die ze in 4 typen hebben gegroepeerd. De onderzoekers leverden ook een kaart met geschatte regionale kansen.
Volgens een Chatham House-rapport uit 2021, ondersteund door het Milieuprogramma van de Verenigde Naties, zal een verschuiving naar "voornamelijk plantaardige diëten" nodig zijn om het verlies aan biodiversiteit en de menselijke impact op het milieu te verminderen. Volgens het rapport heeft vee de grootste impact op het milieu: zo'n 80% van alle landbouwgrond in de wereld wordt gebruikt voor het houden van runderen, schapen en andere dieren die door mensen worden gebruikt voor voedsel. Overstappen op plantaardige voeding zou het land vrijmaken om het herstel van ecosystemen en de bloei van de biodiversiteit mogelijk te maken.

## Gezondheid
Zie ook: Vegetarisme § Gezondheid
Plantaardige diëten worden voorlopig onderzocht om te beoordelen of ze de metabole maatregelen bij gezondheid en ziekte kunnen verbeteren, en of er langetermijneffecten zijn op diabetes. Cognitieve en mentale effecten van een plantaardig dieet zijn niet doorslaggevend. Wanneer de nadruk gelegd werd op onbewerkte voedingsmiddelen, trad een verbetering op van diabetes-biomarkers, waaronder verminderde obesitas. Bij diabetici werden plantaardige diëten ook geassocieerd met verbeterd emotioneel en fysiek welzijn, verlichting van depressie, hogere kwaliteit van leven en een betere algemene gezondheid.
Verschillende onderzoeken tonen aan dat een plantaardig voedingspatroon het risico op suikerziekte, een hoge bloeddruk, zwaarlijvigheid en vernauwing van de kransslagaders kan verlagen, al benadrukken de onderzoekers dat er nader onderzoek nodig is. Een plantaardig voedingspatroon zou ook het risico op diabetes mellitus type 2, hart-en vaatziekten, borst-, darm- en prostaatkanker kunnen verlagen. Mensen die plantaardig eten zijn over het algemeen slanker, hebben een lager cholesterolgehalte in het serum, een lagere bloeddruk en een verminderde kans op een hartziekte. Door de lage calorische waarde is de kans op obesitas kleiner. Ook de met obesitas gerelateerde welvaartsziekten (zoals diabetes en hart- en vaataandoeningen) komen minder vaak voor. Zowel de bloeddruk als de inname van LDL-cholesterol zijn lager bij personen die een plantaardig dieet volgen. Voor de kans op de meeste kankers is er een positief effect merkbaar, zeker in vergelijking met personen die een gemiddeld westers dieet volgen. Uit dit onderzoek blijkt onder andere dat het eten van meer dan twee eieren per week de kans op borstkanker voor vrouwen aanzienlijk verhoogt. Wanneer men het plantaardig dieet vergelijkt met een vegetarisch menu én een menu met vleesconsumptie, dan zijn de gezondheidsvoordelen van puur plantaardig voedsel nog duidelijker.
Vergeleken met een vegetarisch voedingspatroon bevat een plantaardig voedingspatroon meer voedingsvezels en minder verzadigd vet en cholesterol. Een Italiaanse meta-analyse wijst op significant lagere niveaus van body mass index, LDL-cholesterol en glucosespiegels bij vegetariërs en veganisten in vergelijking met vleeseters. De onderzoekers geven echter aan dat deze resultaten voorzichtig moeten worden geïnterpreteerd, vanwege de kleine steekproefgrootte en het beperkte aantal onderzoeken dat is bekeken.

#### Kinderen
De Hoge Gezondheidsraad raadt een plantaardig voedingspatroon niet aan voor zuigelingen en peuters, voor zwangere vrouwen en moeders die borstvoeding geven en adviseert, als deze keuze wel gemaakt wordt, begeleiding bij de samenstelling van de voeding door een arts of diëtist.

### Voedingsstoffen
Een plantaardig voedingspatroon is doorgaans rijker aan magnesium, foliumzuur, de vitaminen C, E en ijzer. Het is doorgaans armer aan vitamine B12, omega 3-vetzuren, vitamine D en calcium. Om de risico’s van een tekort aan voedingsstoffen binnen een plantaardig voedingspatroon te beperken wordt aangeraden om gevarieerd te eten en aandacht te schenken aan de herkomst, bereiding en conservatie van voedingsmiddelen.

#### Risico op vitamine B12-tekort
Aangezien plantaardige voeding geen bioactieve vitamine B12 bevat, zal een plantaardig voedingspatroon zonder vorm van B12-suppletie op termijn onvermijdelijk tot een vitamine B12-tekort leiden. Suppletie van B12 is mogelijk middels een voedingssupplement. Daarnaast worden sommige voedingsmiddelen verrijkt met vitamine B12, zoals sojamelk, vleesopvolgers en soms bij edelgistvlokken. Vitamine B12 in voedingssupplementen wordt geproduceerd door bacteriën en is derhalve niet strijdig met het veganistische principe.

## Motieven
Er zijn diverse redenen om te kiezen voor een plantaardig dieet. De meest genoemde redenen zijn rechten of het welzijn van dieren en persoonlijke gezondheid. De wereldvoedselsituatie en het milieu worden minder genoemd.

## Handel in plantaardig voedsel
In 2019 consumeerden Europeanen 40% van het wereldwijde totaal aan plantaardige vleesopvolgers uit bezorgdheid voor gezondheid, voedselzekerheid en dierenwelzijn. In 2019 bedroeg de totale detailhandelsmarkt voor plantaardig voedsel in de VS $ 4,5 miljard, een groei van 31% in de afgelopen twee jaar, vergeleken met 4% voor de gehele detailhandelsmarkt voor levensmiddelen. De groei van plantaardige voedselconsumptie in de VS vond plaats onder flexitarische consumenten die op zoek waren naar alternatieve eiwitbronnen voor vlees, verrijking met micronutriënten, volle granen en voedingsvezelingrediënten, vleesaroma's en comfortvoedselinnovaties, en "schone" voedselproductlabels. In 2019 lanceerde de Europese Unie een programma genaamd "Smart Protein" om grootschalige, plantaardige residuen zoals pasta, brood en gistbijproducten samen met volle granen te hergebruiken als nieuwe, eiwitrijke, smaakvolle vervangers voor vlees, zeevruchten, en zuivelproducten.

## Politiek
Sommige volksgezondheidsorganisaties pleiten voor een plantaardig dieet op basis van de lage ecologische voetafdruk. Deze omvatten het Zweedse Voedselagentschap in zijn voedingsrichtlijn en een samenwerking van Lancet-onderzoekers die, gecoördineerd door het Stockholm Resilience Centre, een planetair gezondheidsdieet voorstellen. De veganistische klimaatactiviste Greta Thunberg riep ook op tot meer plantaardige voedselproductie en -consumptie wereldwijd.
Vanaf 2019 passen zes landen in Europa hogere btw-tarieven toe op plantaardige melk dan op koemelk, wat door voorstanders van een transitie naar dierlijke naar plantaardige eiwitten als oneerlijk wordt gezien.

### Beperkingen op het etiketteren van plantaardig voedsel
De Commissie landbouw en plattelandsontwikkeling van het Europees Parlement heeft in mei 2019 voorgesteld om vlees- en zuivelnamen te verbieden voor plantaardige alternatieven (zoals 'vegetarische worst' en 'sojaschnitzel'), omdat deze 'verwarrend' zouden zijn. Op 8 Oktober 2020 ondertekende een groep NGO's naast IKEA mede een brief aan de leden van het Europees Parlement met het verzoek om het voorstel weg te stemmen Een van de ngo's, ProVeg International, lanceerde een petitie tegen het verbod die op 15 oktober 2020 meer dan 150.000 handtekeningen trok. Op 23 oktober 2020 stemde het Europees Parlement tegen het 'veggieburgerverbod' voor vleesvervangende namen, maar keurde wel een beperking goed voor alternatieve namen op basis van plantaardige zuivel, zodat 'yoghurt-stijl' of 'kaas-alternatief' zou kunnen worden verboden in de toekomst naast de reeds verboden namen als 'amandelmelk' en 'veganistische kaas'.
Verschillende staten in de Verenigde Staten, waaronder Arkansas, Louisiana, Mississippi, Missouri en South Dakota, hebben geprobeerd het gebruik van termen als "vlees", "worst", "rundvlees" en "melk" te verbieden of zelfs volledig te verbieden. De etiketten van plantaardige alternatieven voor vleesproducten.

### Typische gerechten

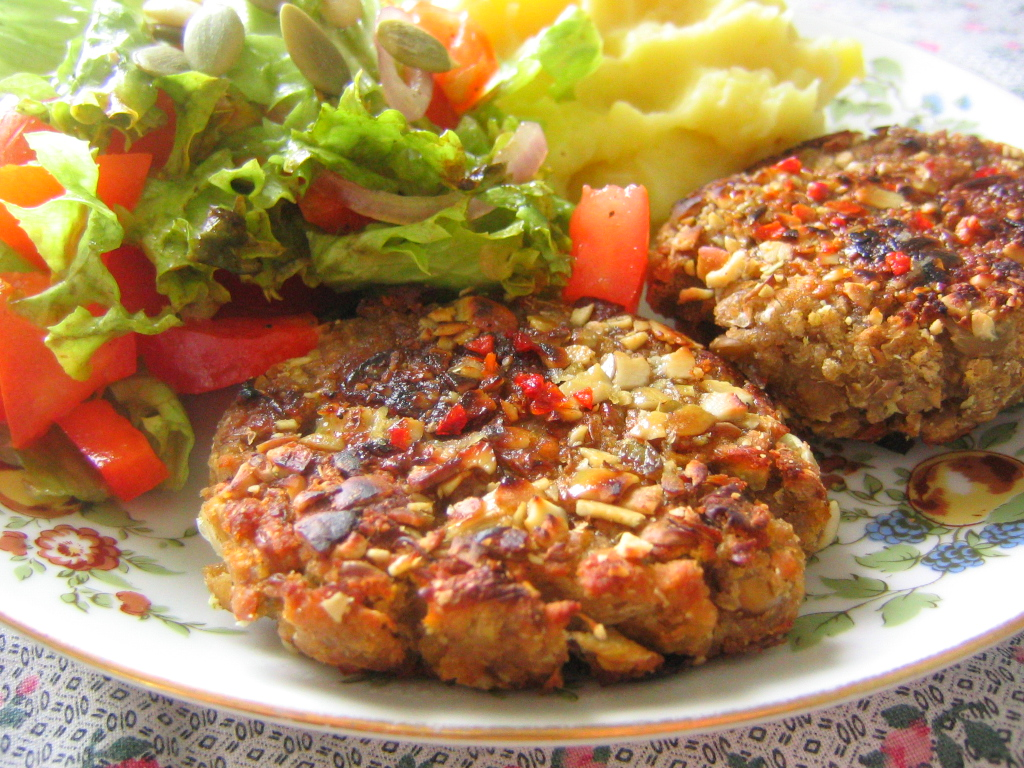
Pompoenzaad-linzenburgers
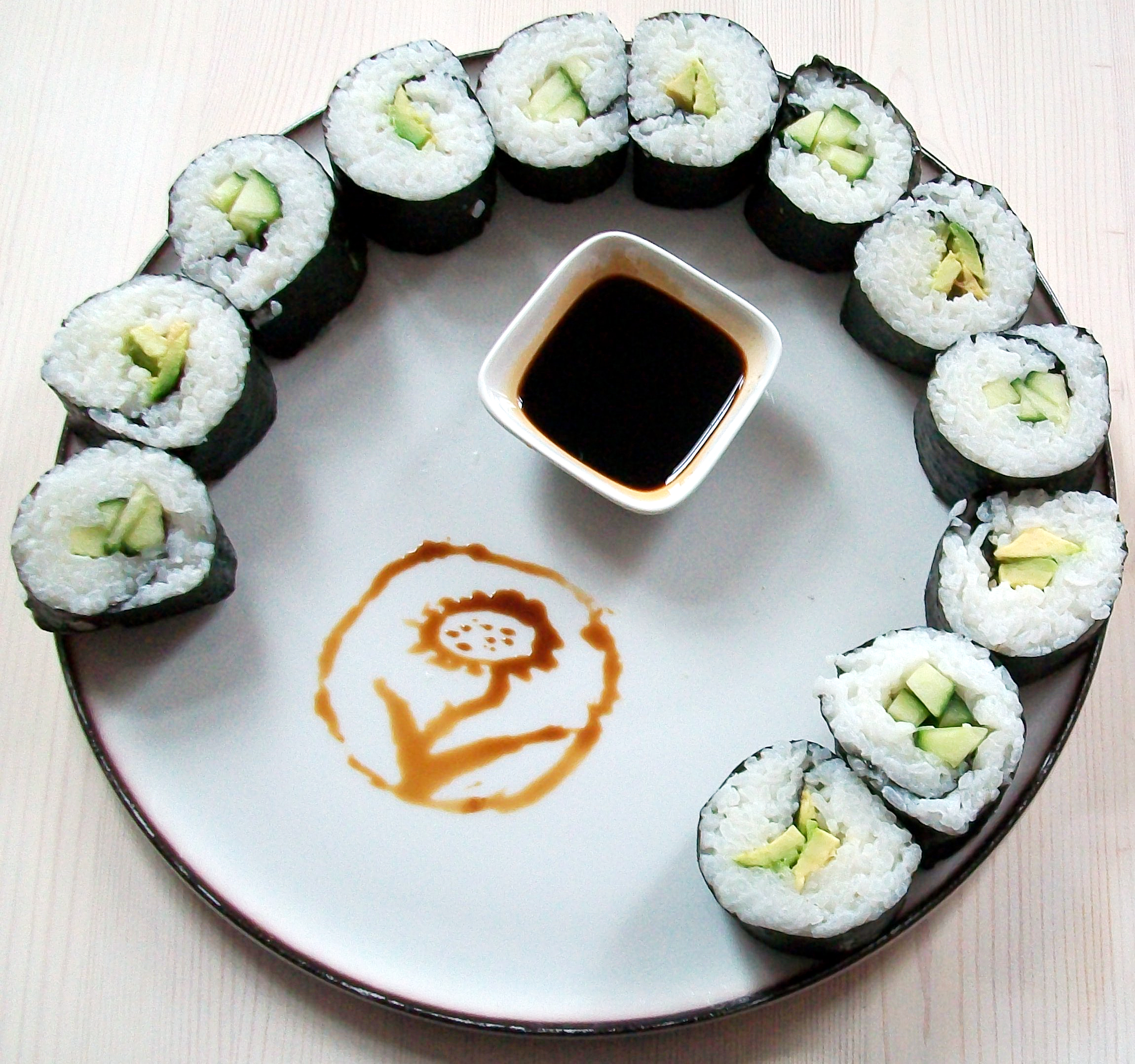
Sushi met komkommer in plaats van vis
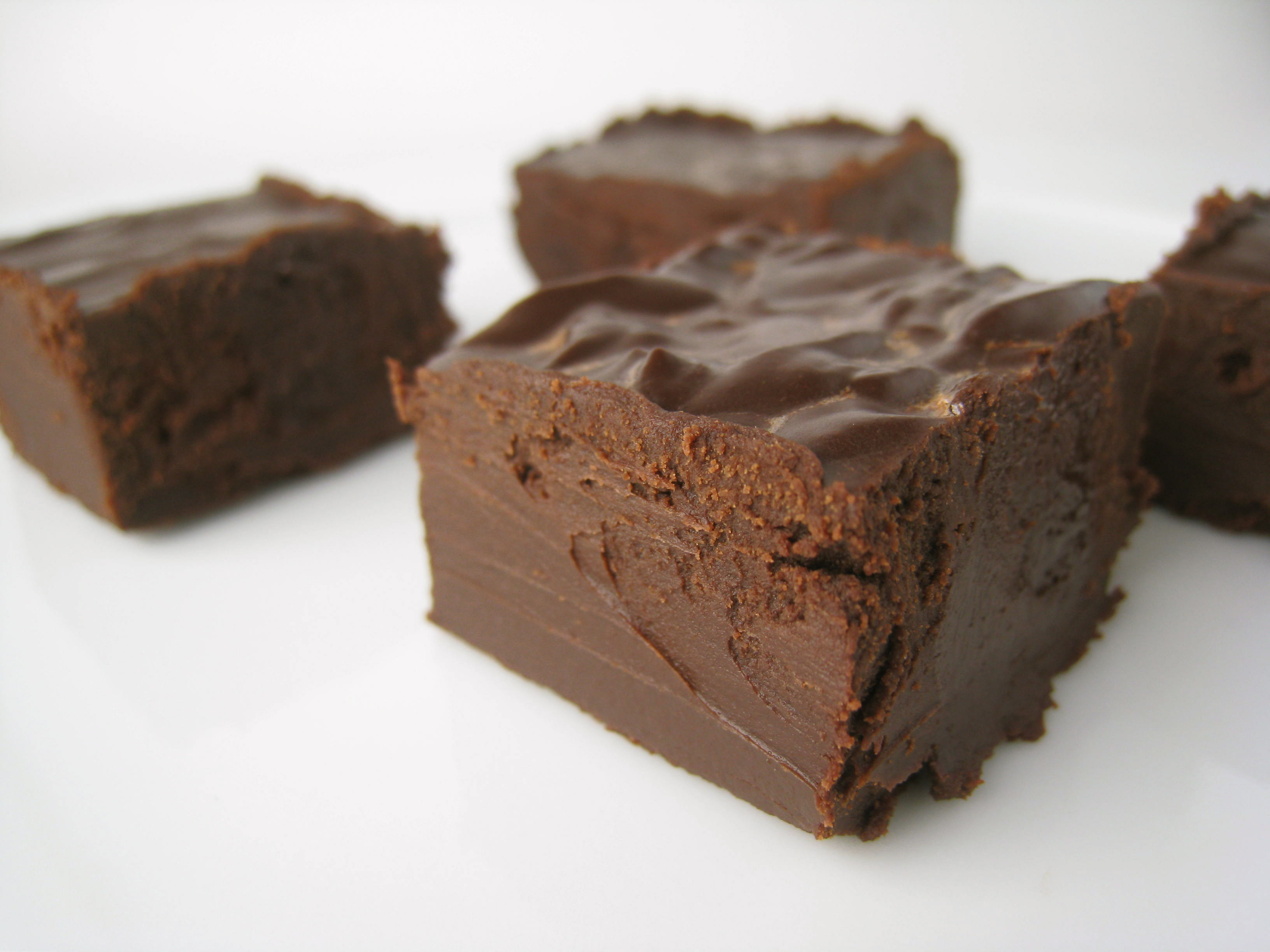
Veganistische chocoladefudge
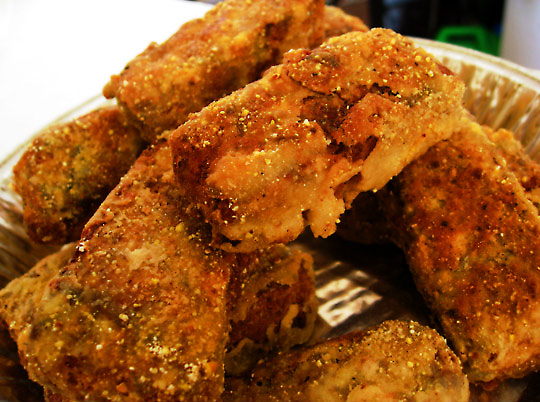
Gefrituurde tempé
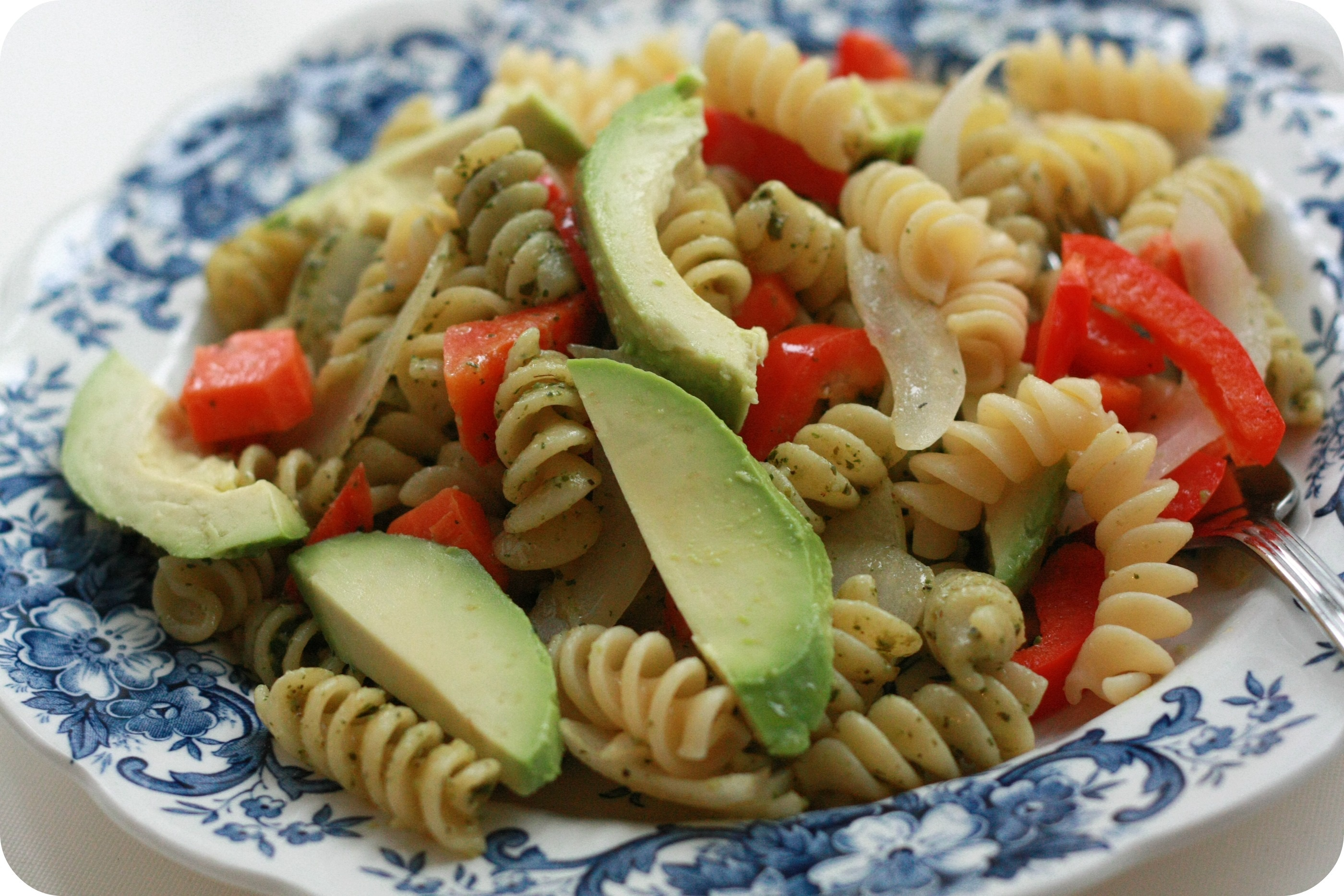
Fusillipasta met avocado
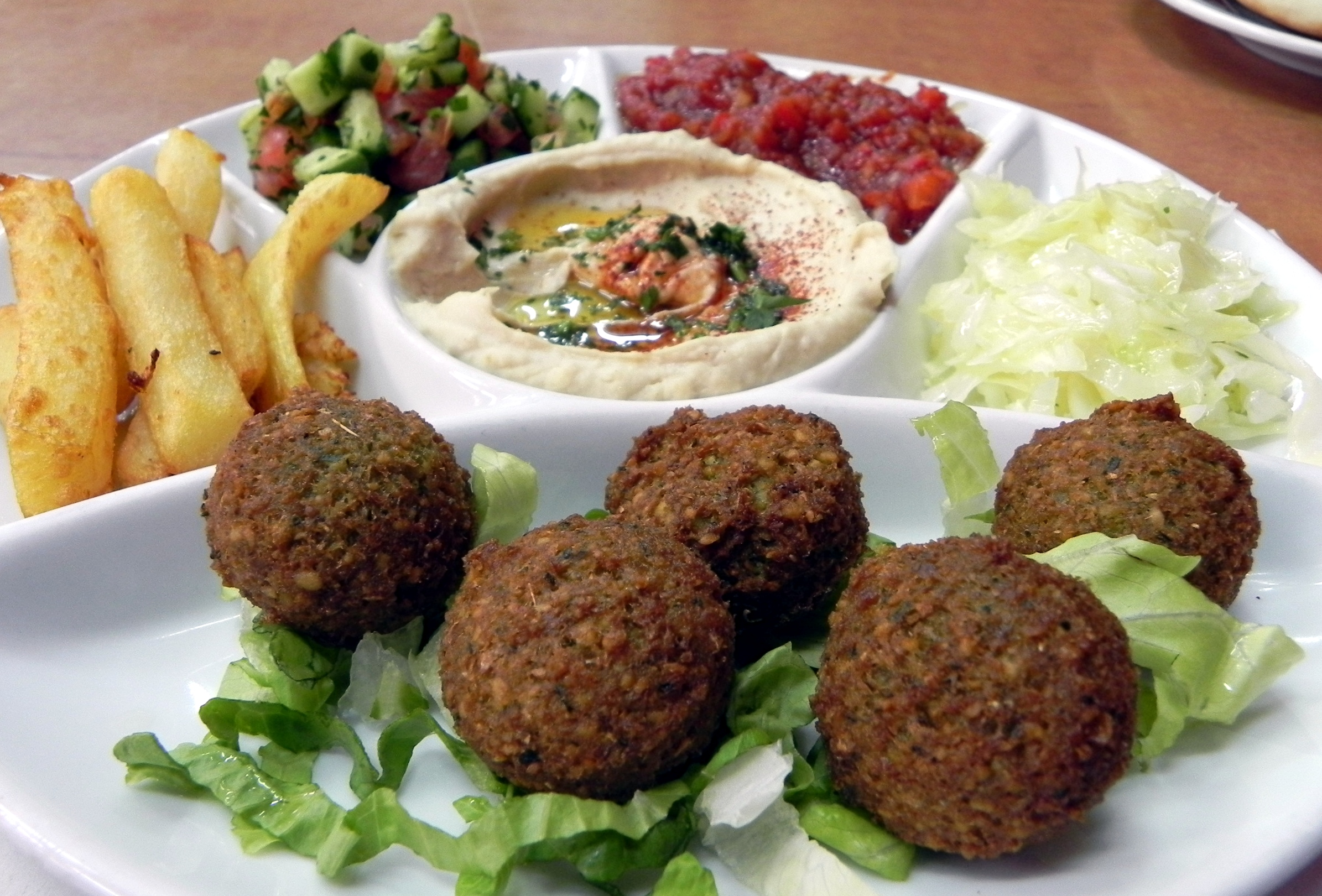
Falafel
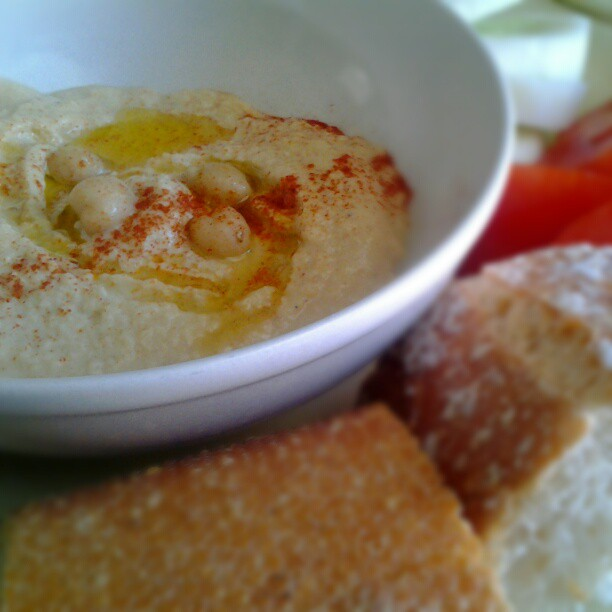
Hummus
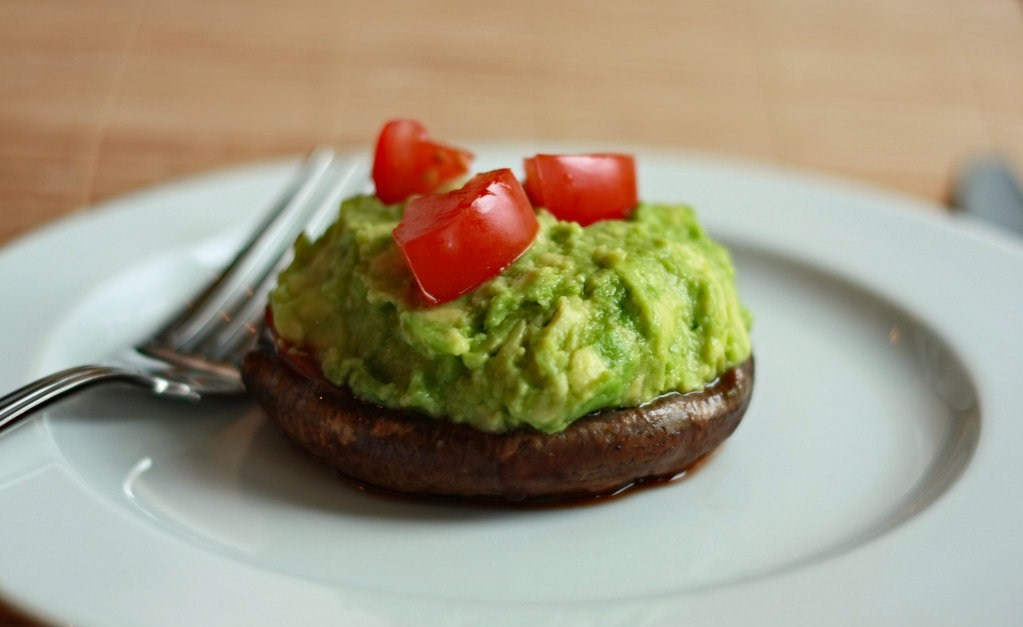
Guacamole op een portobello
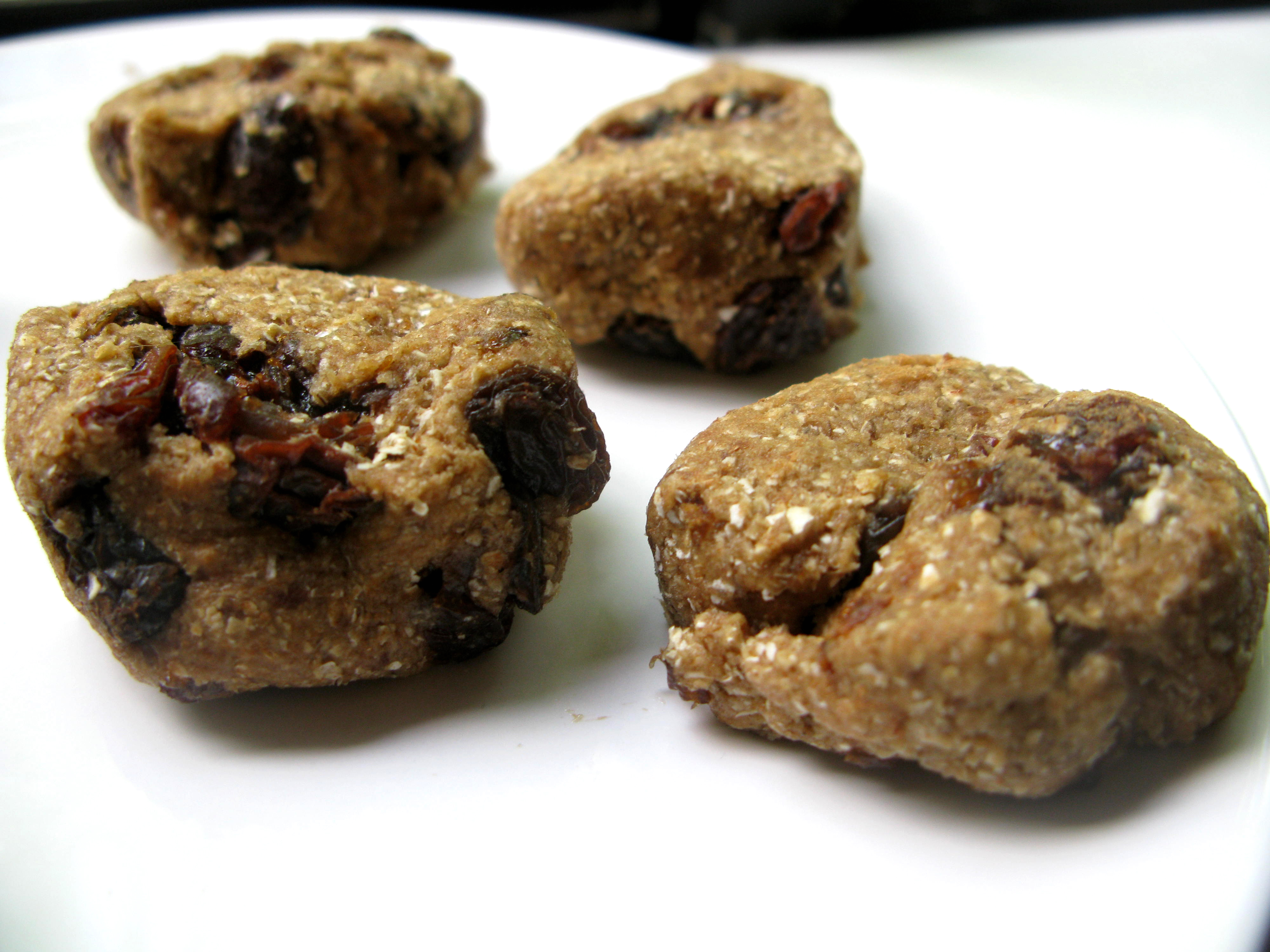
Havermoutkoekjes
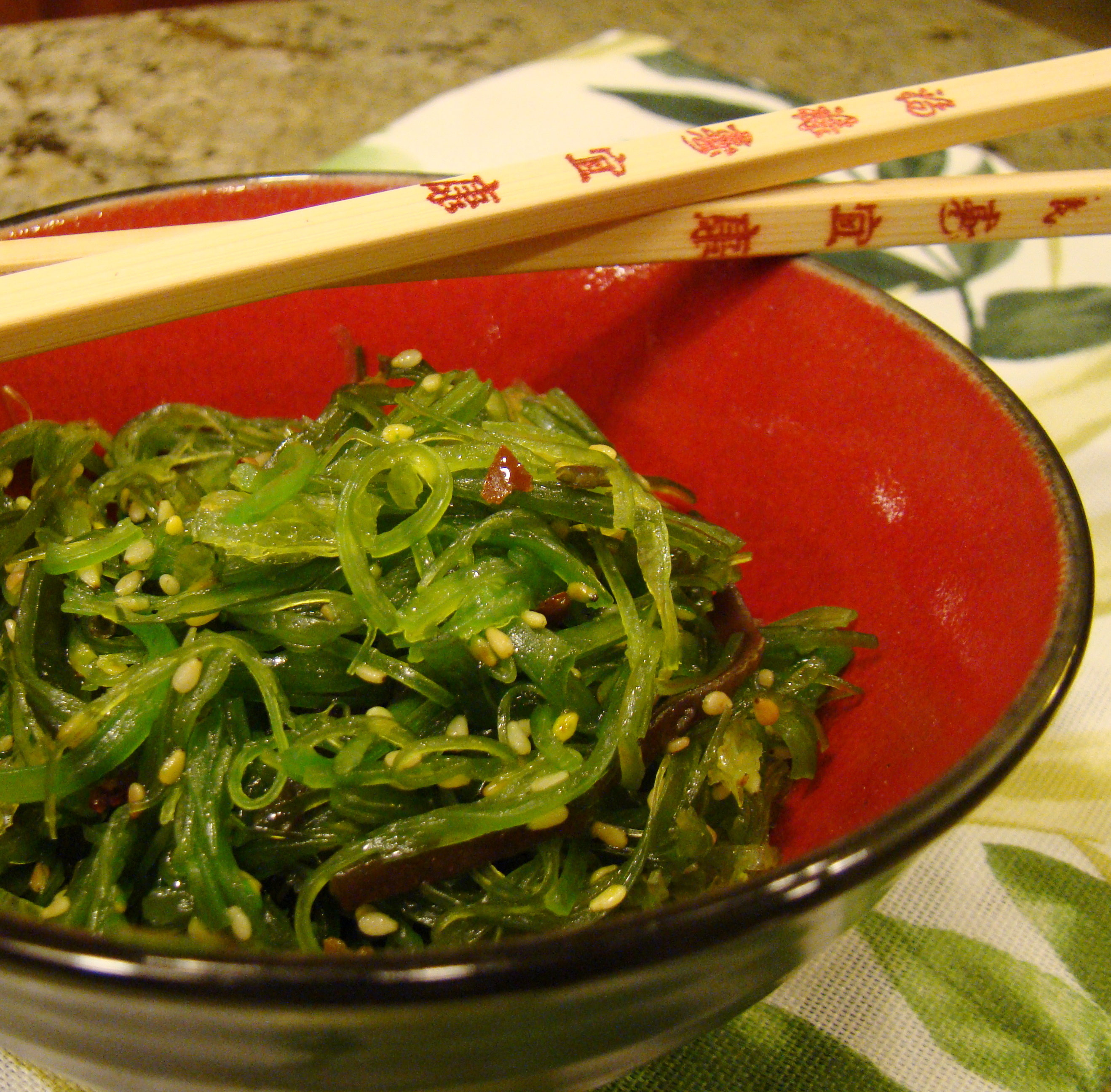
Zeewiersalade
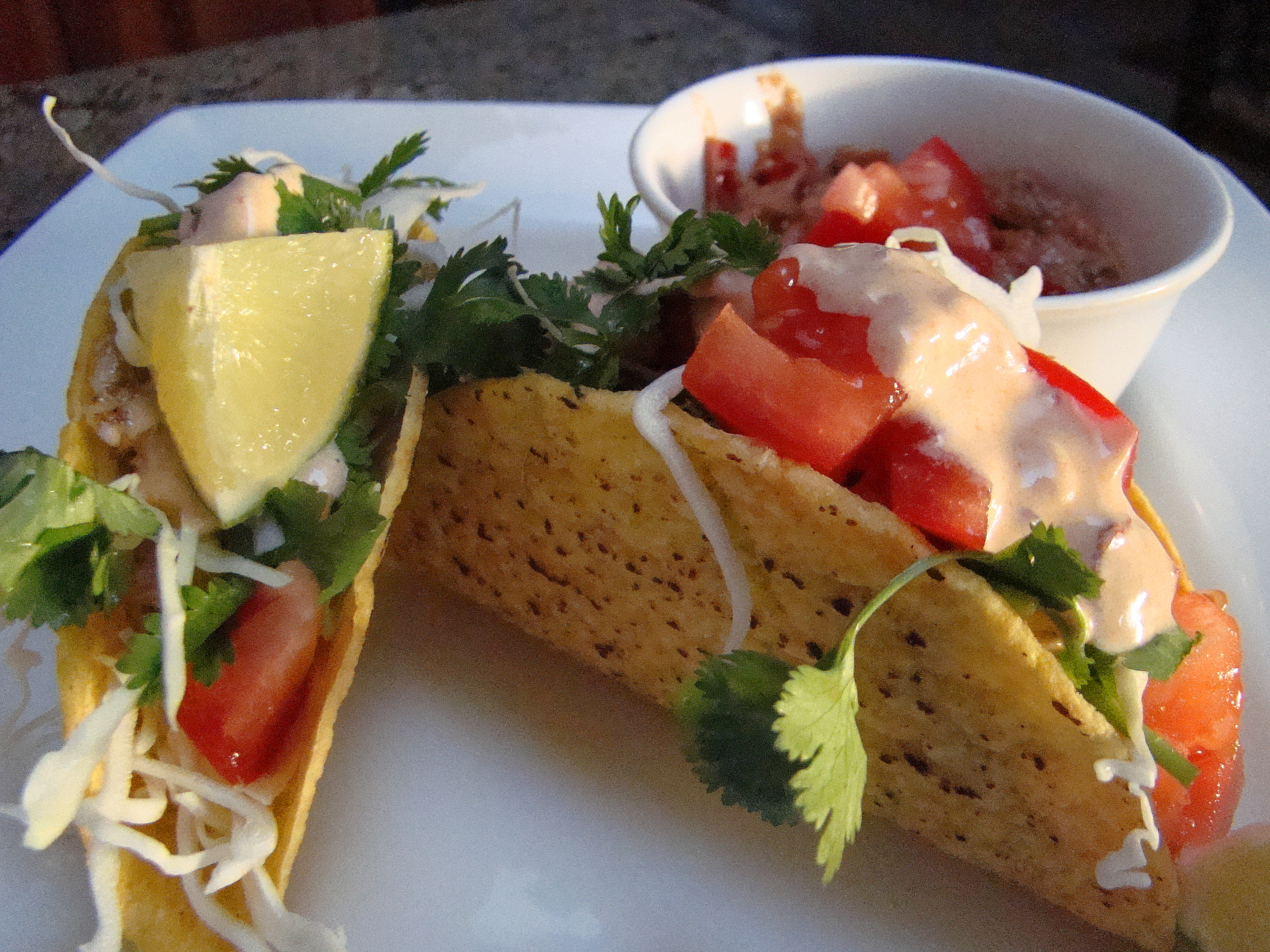
Seitantaco's
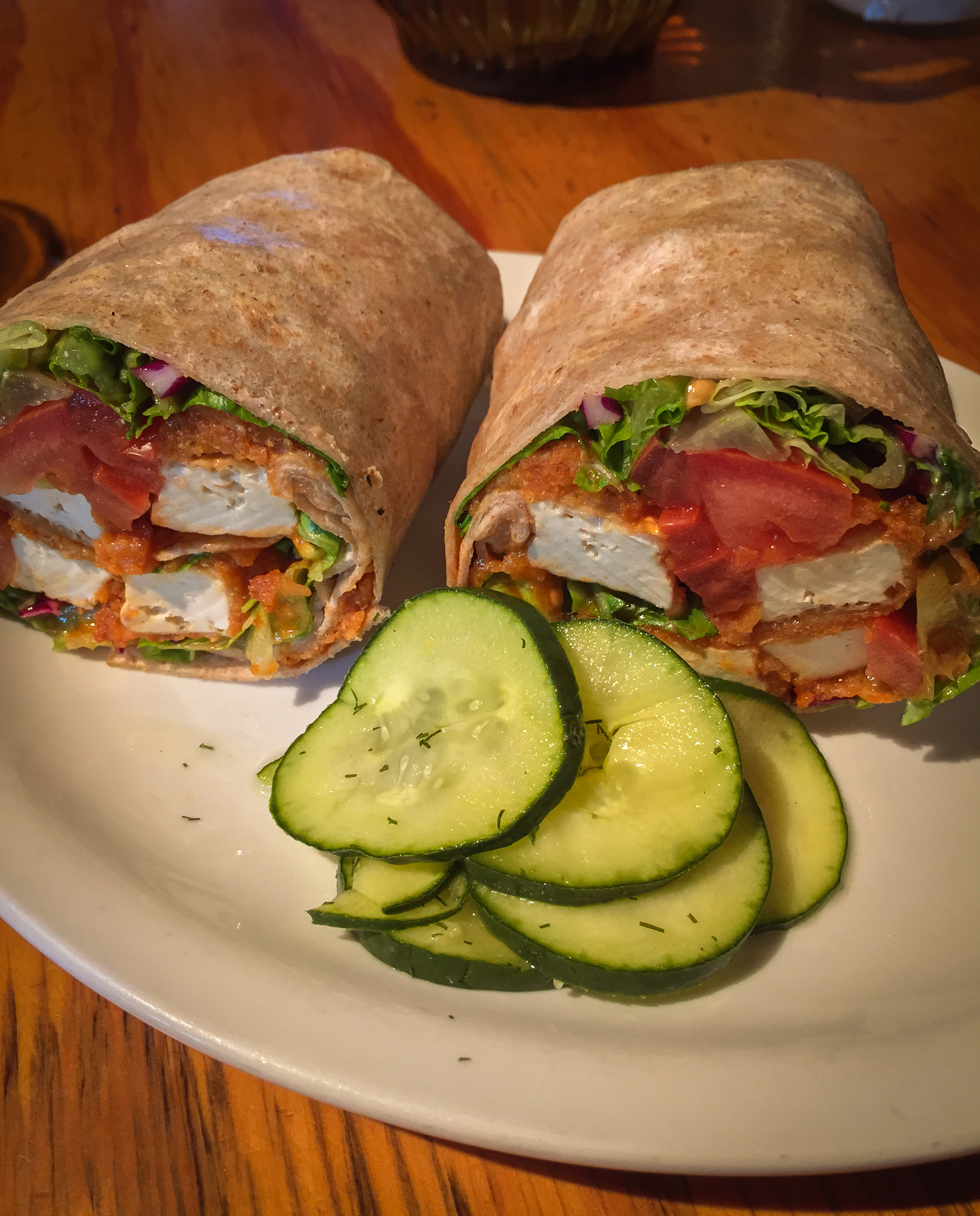
Tofoewrap
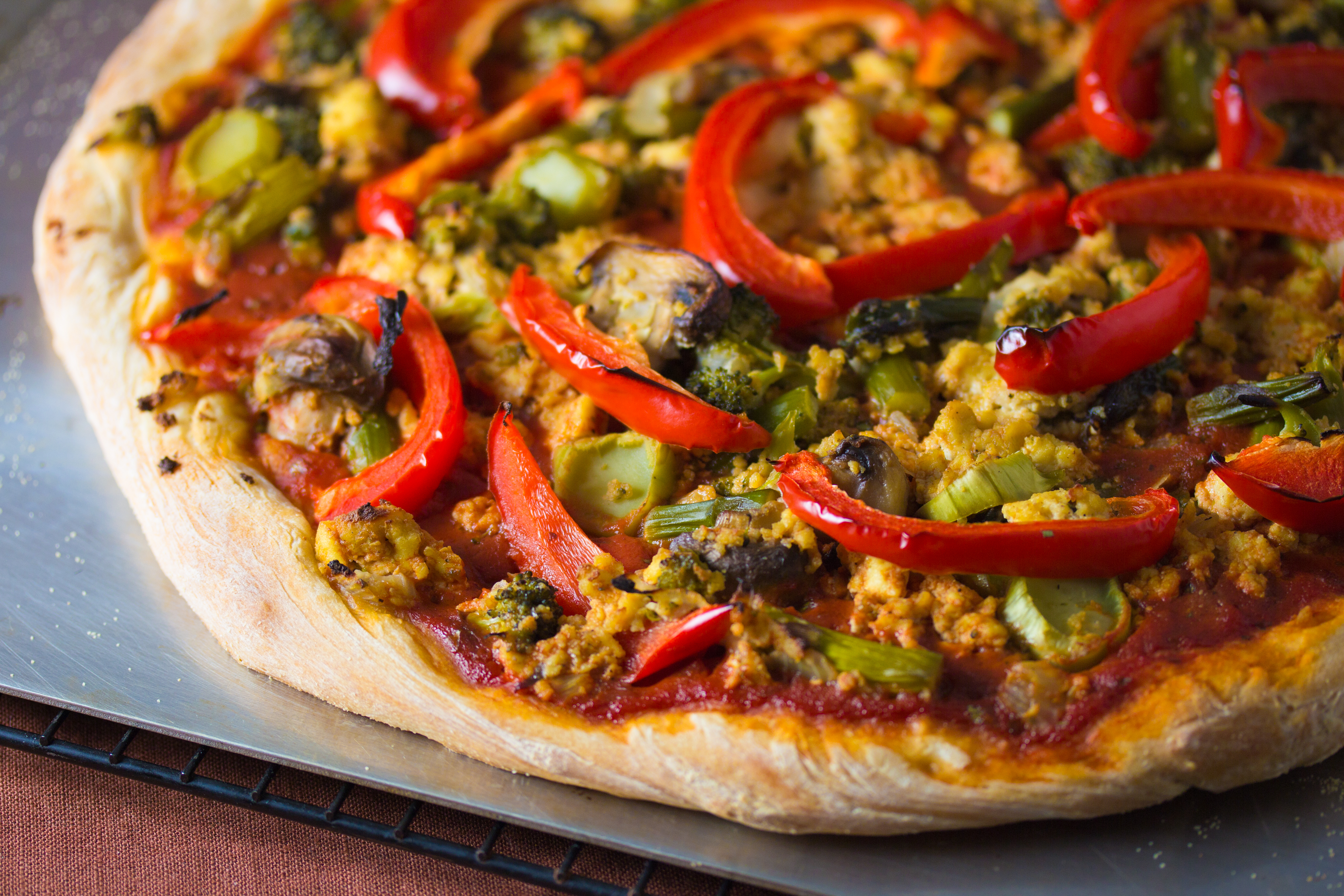
Veganistische pizza
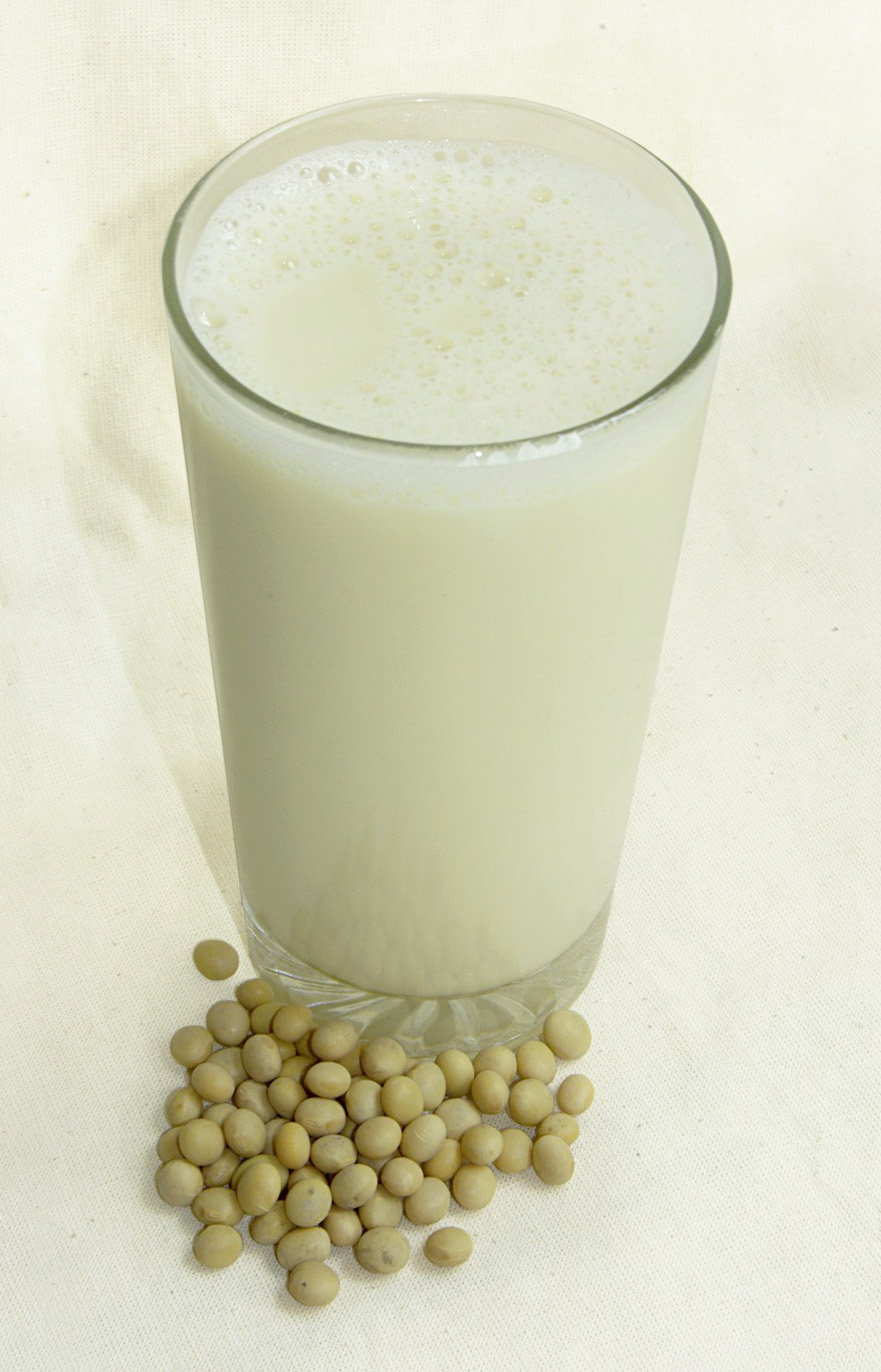
Sojamelk